# Flodprinia
Flodprinia (Prinia fluviatilis) är en fågel i familjen cistikolor inom ordningen tättingar.

## Utseende och läte
Flodprinian är en slank ostreckad sångare med en lång kilformad stjärt som ibland hålls rest. Ovansidan är gråbrun och undersidan ljus, med ett tydligt ljust ögonbrynsstreck på huvudet. Arten liknar ockrasidig prinia, men är slankare och ljusare under. Sången består av en snabb serie med ljusa "seep", likt ockrasidig prinia, men ljusare och renare.

## Utbredning och systematik
Flodprinian förekommer lokalt i nordvästra Senegal, längs Niger (östra Mali och västra Niger), Tchadsjöns närhet och nordvästra Kenya. Den behandlas som monotypisk, det vill säga att den inte delas in i några underarter.

### Familjetillhörighet
Cistikolorna behandlades tidigare som en del av den stora familjen sångare (Sylviidae). Genetiska studier har dock visat att sångarna inte är varandras närmaste släktingar. Istället är de en del av en klad som även omfattar timalior, lärkor, bulbyler, stjärtmesar och svalor. Idag delas därför Sylviidae upp i ett antal familjer, däribland Cisticolidae.

## Levnadssätt
Flodprinian hittas som namnet antyder nära vatten, i arida områden. Där rör den sig aktivt i gräs, vass och buskage.

## Status
Arten har ett stort utbredningsområde och beståndet anses vara stabilt. Internationella naturvårdsunionen IUCN listar den därför som livskraftig (LC).

## Namn
Prinia kommer av Prinya, det javanesiska namnet för bandvingad prinia (Prinia familiaris).